# 招鬼
招鬼（まねき、2月24日 - ）は、ヘヴィメタルバンド、陰陽座のギタリスト。愛媛県八幡浜市出身。身長160cm 体重50kg 血液型はO型。

## 経歴
陰陽座のリーダーである瞬火の実弟。中高生時代にhideに憧れギターを始めるが、同時に漫画家になることも志し、高校卒業後に大阪の専門学校に通う。この時の漫画家志望という経歴を生かし、現在は陰陽座の関連グッズなどで殆ど全てのイラストを担当している。
1999年に瞬火の勧誘を受け、陰陽座結成に参加。以後現在に至るまで在籍中。

## 特徴
狩姦とともに、陰陽座のツインギターの一端を担う。テクニカルな狩姦とは対照的に、叙情的なプレイを得意としている。ギター以外ではデスヴォイスなども担当するが、ライブにおいてのみ、「塗り壁」の一部と「陰陽師」でボーカルを担当する。その歌唱は、太い声を生かした素朴で力強いものである。
また、作曲面でも貢献している。

## 影響
目標とするギタリストとしてゲイリー・ムーアをあげている。彼のアルバム『Blues Alive』を聞いて衝撃を受けたとのこと。他には瞬火からバンドや絵の分野でも大きな影響を受けたといい、陰陽座での活動が自身を成長させていると述べる。

## 使用機材

### 使用ギター
- Gibson CUSTOM SHOP SG Elegant Quit Top / Iguana Burst

メインギター。ピックアップは、リアを498Tに、フロントを490Rにしてある。
- Gibson USA SG Standard / Heritage Cherry

もうひとつのメインギター。テールピースのスタッドがFIXERに交換してある。
- Gibson USA SG '61 Reissue / Heritage Cherry

サブギター。ピックアップは'57 Classic。兄である瞬火に買ってもらったらしい。
- Gibson USA '60 ES-335 BLOCK RD

なかなか登場機会のないセミアコ。
- Gibson 1959 Reissue Les Paul Standard / Dark Burst

ツアー『絶海の鬼子母神』から1音下げ用として使われている。
- Gibson USA Les Paul Studio Pro Plus / Trans Black

ツアー『絶海の鬼子母神』から1音下げ用として使われている。コイルタップの機能がついてるため、一部の曲でしか使われない。
- Gibson Custom Shop Les Paul Custom Figured Top / Trans Green

ツアー『谺』からメインギターとして使われている。
- Gibson 1959 Reissue Les Paul Standard / Lemon Burst

ツアー『谺』からサブギターとして使われている。

### 使用アンプなど
- Marshallキャビネット1960 (キャビネット)
- BOSS AC-2 (エフェクタ(アコースティック・シミュレータ))
- BOSS PS-5（エフェクタ）
- Fulltone FULL-DRIVE2（エフェクタ）
- FLACTAL AUDIO SYSTEM Axe-Fx ULTRA（プリアンプ）
- FRYETTE Two/Ninety/Two（パワーアンプ）